# Antoine Moreau (hockey sur gazon)
Pour les articles homonymes, voir Antoine Moreau.
Antoine Moreau, né le 11 juin 1977 à Abidjan (Côte d'Ivoire), est un joueur français de hockey sur gazon et de hockey en salle, ayant évolué essentiellement au poste de milieu de terrain.

## Clubs
- Stade français: 1987-1998;
- Lille Métropole Hockey Club: 1998-2004;
- Saint Sébastien: 2004-2005;
- Paris Jean-Bouin: 2005-2006;
- Lille Métropole Hockey Club: 2006-2009.
- Lille Métropole Hockey Club : 2012 à aujourd'hui

## Palmarès
- 125 sélections en équipe de France;
- Capitaine de l'équipe de France de 2002 à 2005;
- Vainqueur de l'équipe d'Inde en décembre 2004 à New Delhi;
- Vainqueur de la Celtic Cup à Édimbourg en 2005 (et 2e de la compétition en 2002 à Cardiff)
- Finaliste de la coupe d'Europe des clubs champion de hockey en salle avec le Lille Métropole Hockey Club (LMHC): en 2004 (à Porto);
- Demi-finaliste de la coupe d'Europe des clubs champions de hockey en salle avec le LMHC, en  2003 (à Hambourg);
- Champion de France de hockey sur gazon avec le LMHC: en 1999, 2000, 2001, et 2003;
- Champion de France de hockey en salle: à 8  reprises, dont 2000, 2001, 2002, 2003, 2004,2006, 2008, 2009.
- Vice-champion de France sur gazon avec le LMHC: en 2009 (à Saint Germain en Laye)

(remarque: Olivier Moreau, son père, ailier droit du Lille HC, a été 4e du championnat d'Europe en 1970 à Bruxelles, et sélectionné pour les Jeux olympiques de Munich 1972 (12e))